# 329 (numero)
Trecentoventinove (329) è il numero naturale dopo il 328 e prima del 330.

## Proprietà matematiche
- È un numero dispari.
- È un numero difettivo.
- È un numero semiprimo.
- È un numero omirpimes.
- È un numero altamente cototiente.
- È la somma di tre numeri primi consecutivi, 329 = 107 + 109 + 113.
- È parte delle terne pitagoriche (329, 1080, 1129), (329, 1128, 1175), (329, 7728, 7735), (329, 54120, 54121).
- È un numero felice.

È un numero composto = non primo ma con più divisori di sé stesso e 1

## Astronomia
- 329P/LINEAR-Catalina è una cometa periodica del sistema solare.
- 329 Svea è un asteroide della fascia principale del sistema solare.

## Astronautica
- Cosmos 329 è un satellite artificiale russo.